# غارهای هوتو و کمربند

مدخل پایینی غار هوتو

غارهای هوتو و کمربند یا، به‌طور دقیق‌تر غار هوتو و غار کمربند مربوط به دوران پیش از تاریخ ایران باستان است و در شهرستان بهشهر، روستای تروجن (شهید آباد) واقع شده‌اند. این غارها قدمتی تاریخی دارند و آثار مهمی دربارهٔ زندگی انسان‌های اولیه در آن پیدا شده‌است. این اثر در تاریخ ۲۳ فروردین ۱۳۴۶ با شمارهٔ ثبت ۷۴۶ به‌عنوان یکی از آثار ملی ایران به ثبت رسیده‌است.

## موقعیت غار
غار هوتو در روستای تروجن (شهیدآباد)، در دامنه رشته کوه البرز، رو به غرب و در ابتدای ورودی شهر بهشهر و در فاصله پنجاه متری جفت خود، غار کمربند قرار گرفته و دارای دو مدخل در دو ارتفاع مختلف و یک سوراخ تهویه در سقف است. این غار در در دوره پلیستوسن بر اثر ضربات موج آب درون صخره‌ای از جنس سنگ آهک بجا مانده از دوره ژوراسیک تشکیل شده‌است. وجود رودخانه‌ای که از مقابل این غار می‌گذرد آن را تبدیل به مکانی مطلوب برای سکونت انسان غارنشین کرد.

## اهمیت غار
غار هوتو و غار کمربند، به لحاظ کشف اسکلت انسان با قدمت حدود ده هزار سال معروفیت جهانی دارند. اهمیت غار و آثار کشف شده در آن تا به اندازه‌ای است که در برخی موارد از این غار به معدن طلای انسان‌شناسان یاد شده‌است. اسکلت‌های به دست آمده از این غار به انسان هوتو (Hotu man) مشهور است. تصاویری از این اکتشافات که در بین سال‌های سال ۱۳۲۷ و ۱۳۲۹ شمسی (۱۹۴۹ تا ۱۹۵۱ میلادی) و در بازه‌های زمانی مختلف به سرپرستی کارلتون استیونز کون استاد دانشگاه پنسیلوانیا آمریکا انجام شده‌است، در بخش بایگانی موزه باستان‌شناسی و انسان‌شناسی دانشگاه پنسیلوانیا* موجود است.
انسان‌های غار هوتو از آخرین نسل از انسان‌های غارنشین و شکارگر بودند. بعد از این نسل، انسان با یادگیری کشت دانه و کشاورزی به تدریج از غارها بیرون آمد و با یکجانشینی، اجتماعات کوچک در کنار زمین‌های کشاورزی را پدیدآورد. همچنین از منظر ژنتیک انسانی، انسان هوتو تا کنون قدیمی ترین انسان کشف شده دارای گروه ژنیکی J2 در ایران میباشد.

## کاوش و اکتشاف
در حالی که کارلتون استیونز کون در بهمن ماه سال ۱۳۲۹ و برای بار دوم به قصد حفاری از غار کمربند به منطقه رفته بود، در انتهای عملیات، کارگران محلی به‌طور اتفاقی او را از وجود غاری دیگر در همان نزدیکی، یعنی غار هوتو، آگاه کردند. برخلاف غار کمربند که در زمان اکتشاف افرادی که درویش نامیده میشدند در غار سکونت داشتند، کسی در آن زمان در غار هوتو سکونت نداشت.

## کاوش‌ها در غار هوتو
عملیات حفاری از غار هوتو در تاریخ چهارشنبه، ۲۳ اسفند ۱۳۲۹ آغاز شد و در طول چهار هفته به تدریج بیش از ۱۰۰ متر از کف غار خاک‌برداری شد. دانشمندان در پایین‌ترین نقطه به سنگ‌ریزه‌هایی از عصر یخبندان با قدمتی حدود هفتادوپنج‌هزار سال رسیدند. در طول عملیات اکتشاف، دانشمندان به اسکلت‌های مربوط به ۳ انسان به همراه استخوان‌هایی از دو انسان دیگر دست یافتند:
- اسکلت شماره یک در ساعت ۳ بعدازظهر روز جمعه، ۲۵ اسفند ۱۳۲۹ پیدا شد. نتایج آخرین بررسی‌ها که در سال ۲۰۱۳ (سال ۱۳۹۳) بر روی بقایای انسان هوتو در دانشگاه پنسیلوانیا انجام شد[۷] نشان می‌دهد که این اسکلت متعلق به یک مرد با قد ۱۷۵ سانتی‌متر بود که در زمان مرگ بین ۳۰ تا ۴۰ سال سن داشت. جمجمه این اسکلت به‌طور کامل خرد شده بود که با بدست آمدن تقریباً همه قطعات به‌طور کامل بازسازی شد. بررسی‌ها همچنین نشان داد که مرد اسکلت شماره یک اغلب از آبزیان تغذیه می‌کرد. نشانه‌هایی از مصرف گیاگان و زیاگان (گیاهان و حیوانات) نیز در اسکلت شماره یک دیده شد. الگوی تغذیه مرد اسکلت شماره یک نشانگر آن است که انسان هوتو انسانی شکارگر بود و هنوز کشاورزی نیاموخته بود. همچنین نحوه قرارگیری استخوان‌های اسکلت شماره یک نشان دهنده آن بود که استخوان‌های این مرد بعد از مرگ و تجزیهٔ بدن، توسط فرد دیگری در گوشه غار قرار داده شده بود.
- اسکلت‌های دوم و سوم در کنار هم در روزهای شنبه و یکشنبه، ۲۶ و ۲۷ اسفند ۱۳۲۹ و در فاصله ۷۵ سانتیمتری از اسکلت شماره یک پیدا شدند. سر این اسکلت‌ها که به شدت خرد شده بودند پایین‌تر از بدن آنها قرار داشتند. این موضوع در کنار این نکته که اسکلت‌ها به پشت خوابیده بودند نشان دهنده احتمال مرگ در اثر سقوط تخته سنگی از سقف بود. قدمت این دو اسکلت چند دهه بیشتر از اسکت شماره یک است و در زمانی قبل تر از اسکلت شماره یک در غار زندگی می‌کردند. اسکلت شماره دو متعلق به زنی ۲۷ ساله با قد ۱۶۷ سانتیمتر بوده‌است. بررسی استخوانهای لگن این اسکلت نشان از فشار زیاد در هنگام زایمان داشت.
- اسکلت شماره سه مربوط به زنی ۳۵ تا ۴۰ ساله و قد ۱۵۷ سانتی‌متر بود. بررسی استخوانهای این زن نشان دهنده التهاب مفصل یا آرتریت بود.
- از نفر چهارم تنها استخوان فک بالایی به دست آمد که احتمالاً متعلق به دختری نوجوان بود.
- نفر پنجم که تنها تکه کوچکی از استخوان طاق جمجمه آن باقی مانده بود احتمالاً زنی مشابه مشخصات نفر سوم بود.

تکه استخوان‌های پیداشده از عمق حفاری که به نظر می‌رسد با گذشت زمان و بر اثر سقوط تخته‌سنگ‌های غار تکه‌تکه شده‌اند، با ناخالصی‌هایی همراه بود. این تکه‌ها پس از انتقال به بیرون غار و زدودن ناخالصی‌ها، با لایه‌ای از صمغ عربی رنگ‌آمیزی می‌شد که از آن‌ها در برابر فرسایش هوا محافظت می‌کرد.
دانشمندان با کنار هم گذاشتن تکه‌های جمجمه‌های پیدا شده به مدل جمجمه این انسان‌ها با قدمت حدود ده هزار سال دست یافتند. شکل جمجمه اسکلت‌های پیدا شده در این غار با اسکلت‌های انسان نئاندرتال و انسان‌های پیلت داون* که در زمان مشابه زندگی می‌کردند تفاوت داشته و تا حد زیادی مشابه جمجمه انسان امروزی است. از همین رو «انسان هوتو» یکی از یافته‌های مهم دانشمندان بوده که تأثیر مهمی در دیدگاه انسان‌شناسان از نحوهٔ تکامل نسل انسان امروزی داشته‌است. دانشمندان جمجمه‌های به دست آمده را مربوط به اولین نسل‌های انسان امروزی می‌دانند که تقریباً به‌طور کامل و سالم نیز به دست آمده‌اند.

## کاوش‌های تازه
این غار در سال ۱۴۰۰ توسط تیمی از دانشگاه تهران به سرپرستی حسن فاضلی استاد باستان‌شناسی دانشگاه تهران مجدد کاوش شد و علاوه بر تکه استخوان‌ها، اشیاء سفالی زیادی نیز از این غار به دست آمد.

## در دیگر منابع
طبق کاوش‌های واندنبرگ در غار هوتو بهشهر سنگ‌ریزه‌ها و اسکلت سه انسان کشف شد که ۵۰۰۰ الی ۷۰۰۰ سال قبل (در کتاب تاریخ مازندران باستان ق. م ذکر شده) در این منطقه زندگی می‌کردند.
غار هوتو در غرب بهشهر واقع و آنچه در این مکان کشف شده شامل نشانه‌هایی از دوران یخچال، عهد آهن، نوسنگی، آغاز پارینه سنگی و اشیائی از سنگ چخماق که مربوط به پارینه سنگی بوده یافت شده‌است.
منوچهر ستوده در کتابش از آستارا تا استارآباد این مکان را دقیق‌تر شرح می‌دهد: سال ۱۹۵۱ م. گودالی عظیم کنده شد. از عمیق‌ترین نقطه این گودال به سنگ‌ریزه‌های عصر یخچال برخوردند. در این گودال طبقاتی از عهد آهن تا نئولیتیک و در پایین آن آثار پالئولیتیک دیده می‌شود. برای تحقیق بیشتر گودالی در طبقات دوران یخبندان کنده شد که شامل سنگ‌ریزه‌های سیاه بود. در فاصله میان هر یک ماسه و لای قرار داشت. کمی پایین‌تر قشری از سنگ‌ریزه‌های قرمز مخلوط با ماسه و پایین‌تر از آن قشری از سنگ‌ریزه‌های قرمز مخلوط با ماسه و خاک رس دیده شد. در این قشر اشیائی از سنگ چخماق بدست آمد که مربوط به عصر پالئولیتیک است. در قشر دیگر این طبقه بود که اسکلت سه انسان کشف شد.

## در رسانه‌ها
بخشی از فیلم سینمائی افعی با بازیگری جمشید آریا (جمشید هاشم‌پور) در این غار تولید شده‌است.

## نگارخانه

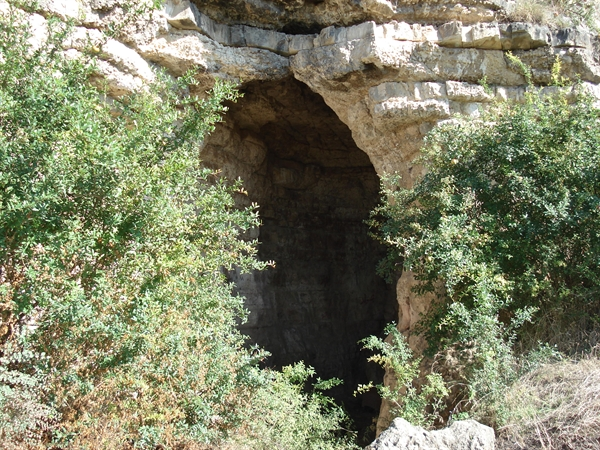
غار کمربند
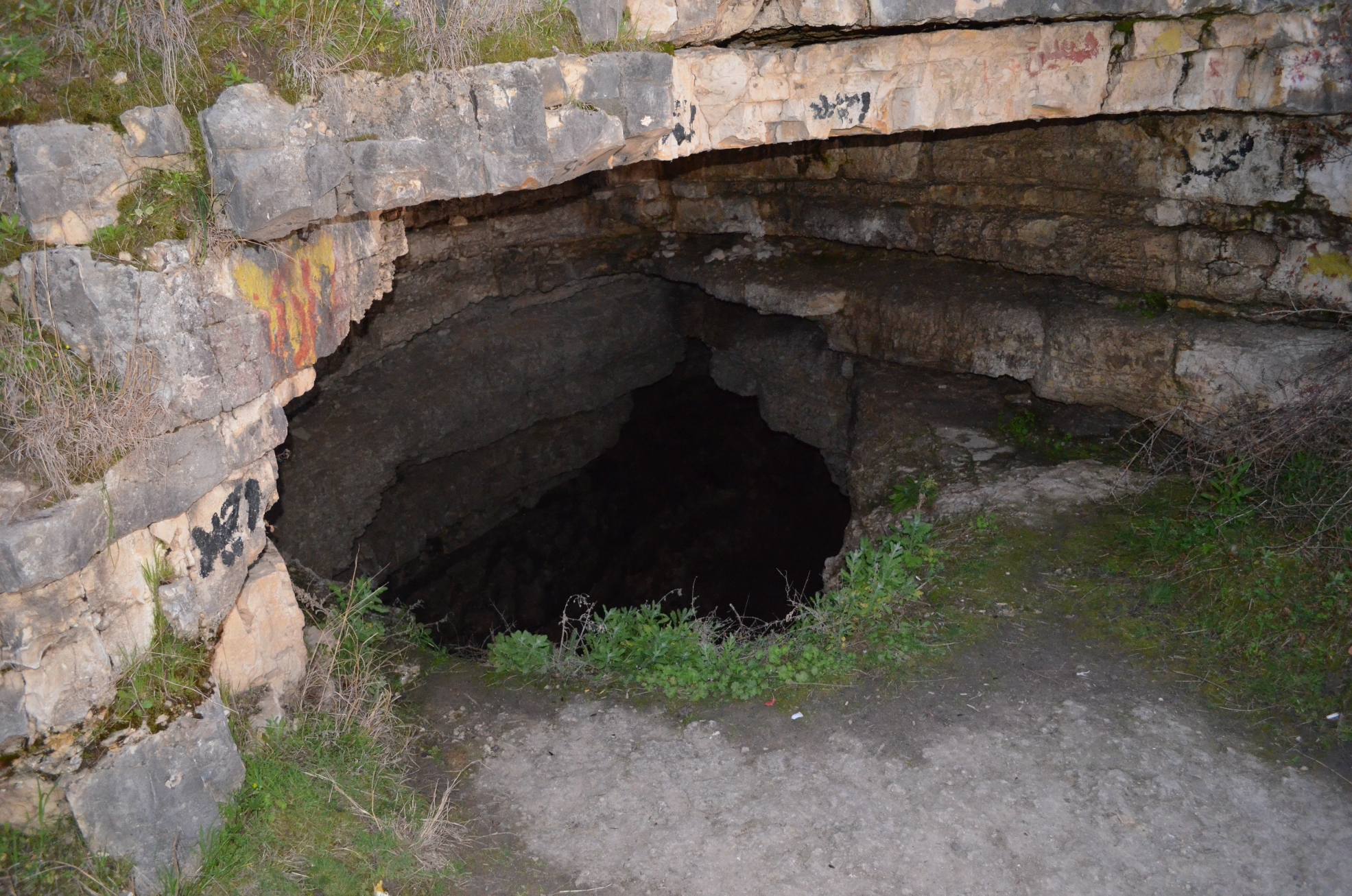
دهانه بالایی غار هوتو از بیرون
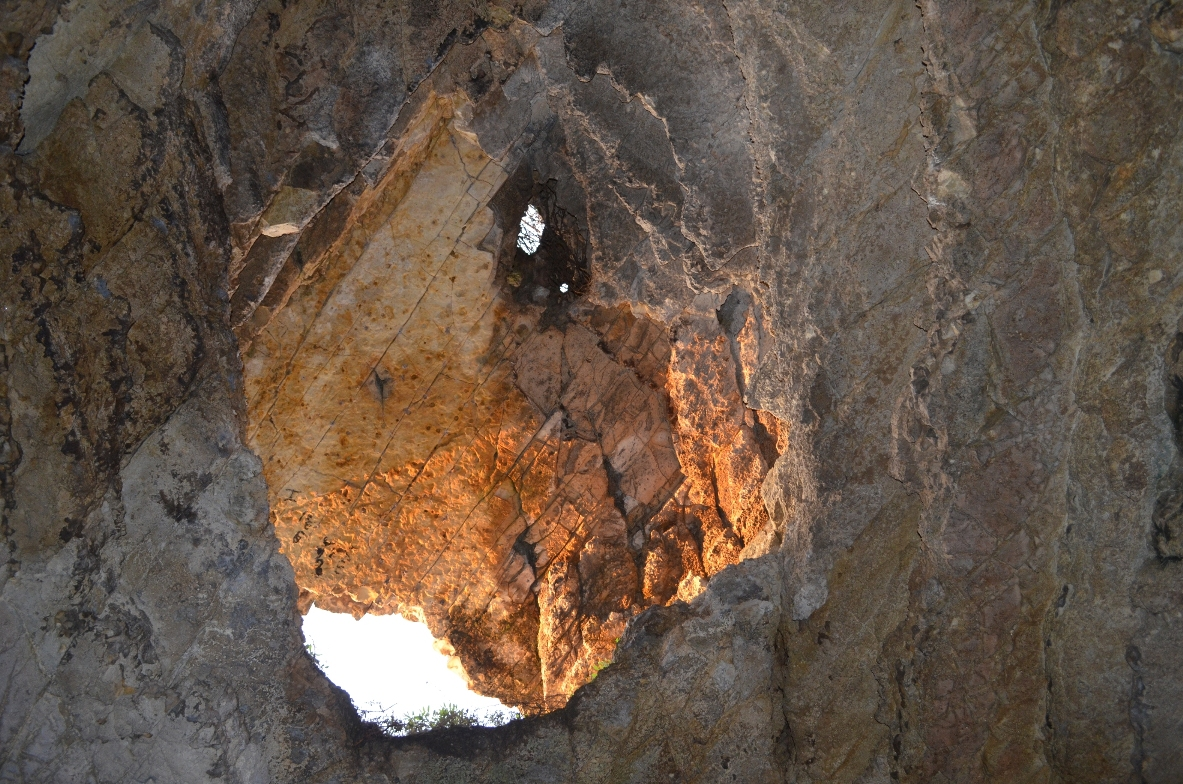
دهانه بالایی غار هوتو و سوراخی که در سقف آن قرار دارد
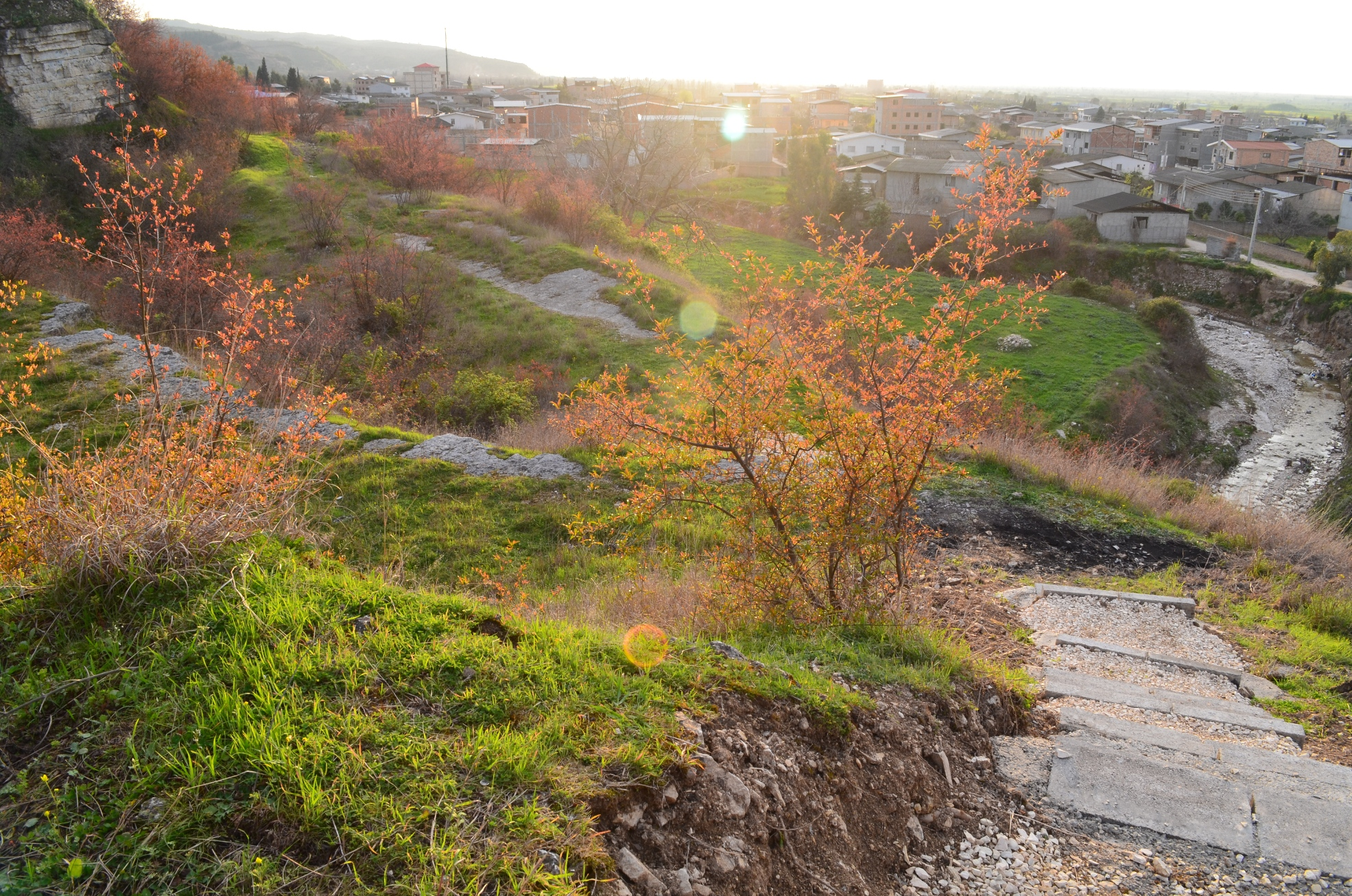
نمایی رو به غرب از دهانه غار هوتو (۱۳۹۲). ساخت منازل مسکونی تا نزدیکی غار ادامه داشته‌است